# Parkent
 (avril 2017).
Si vous disposez d'ouvrages ou d'articles de référence ou si vous connaissez des sites web de qualité traitant du thème abordé ici, merci de compléter l'article en donnant les références utiles à sa vérifiabilité et en les liant à la section « Notes et références ».
Parkent (en ouzbek : Parkent, en russe : Паркент) est une ville d'Ouzbékistan située dans la province de Tachkent.
La ville, qui comptait une population s'élevant à 30 830 habitants au recensement de 2010, est la capitale du district de Parkent.

## Four solaire
Un four solaire a été construit en 1976 sur le territoire de la localité, à l'époque soviétique. Ce four est l'un des deux plus grands du monde.